# 巴斯達隘
巴斯達隘，又稱矮靈祭，是臺灣原住民族賽夏族的傳統祭祀活動之一。

## 起源

### 說法一
據賽夏族傳說記載，賽夏族和矮人族（ta’ay，漢字寫為「達隘」，身高不到90公分）隔著一條上坪溪比鄰而居。矮人雖然身材矮小但臂力驚人而且巫術強大，又擅長農耕技術，矮人族把農耕技術傳授給賽夏族，每年收成時，矮人會前來向賽夏族人收取作物，而且挑很好的作物回去。雖然很好的作物被挑走，但是，挑剩的作物也足够賽夏族人一整年食用，挑好之後也會和賽夏族一起同樂來慶祝豐收，兩族人和平相處。矮人在教導賽夏族的過程中指導賽夏族人如何在四季節氣中耕作取得豐收，也教導賽夏族人為人處事的道理，告誡族人要公平誠信、和睦相忍。
為了測試賽夏族人是否己受教，會故意戲弄整人，在豐年祭時會故意跳到賽夏族人的背上亂玩頭髮或跳舞牽手時吊掛著，導致使族人手臂酸痛等等行為（坊間紀錄矮人性好漁色，調戲或強姦賽夏族婦女，為錯誤解讀及翻譯），日積月累賽夏族人們積怨在心。
賽夏族對這些行為感到痛苦不堪，但害怕矮人的巫術，沒有能力也不敢報復。直到族人想到了一個計策，賽夏族人終於決定對矮人行動。在一次的豐收祭時，賽夏族偷偷將位在矮人居住的洞口懸崖邊上，矮人經常用來休息乘涼的山枇杷樹，將樹基底部鋸除大半，再覆蓋泥巴樹葉偽裝。矮人於慶祝後照常攀上大樹休息，當爬上樹的矮人越來越多，大樹「啵」的一聲，雖然有感覺到搖晃但是並無人注意，以為是老人膝蓋發出的聲響。最後大樹承受不住矮人們的重量，終於傾倒矮人們也掉入萬丈深淵而亡。
這次行動倖免於難的二位矮人雖然他們知道中了賽夏族人的詭計卻無力回天，於是欲離開向東方而去，臨行之前也向賽夏族人下了詛咒，使賽夏族人種植的作物稻穀不再年年豐收。賽夏族人後來自覺犯了大錯，請求倖存的矮人祈求原諒，也請求他們不要離開，因為他們還沒有教會賽夏族人，可是矮人去意已堅，最後在百般懇求之下，答應暫時留下來指導賽夏族人。在傳授的過程中矮人要求賽夏族每一姓氏推派一位聰明的代表來學習，矮人將其所要教授的事項向各姓氏代表傳授，只有朱家（titiyon，「朱」為清朝賜姓）的代表可以一字不漏的全部學會，所以每次祭典就由朱姓族人擔任主祭。傳授賽夏族人完成之後，矮人就朝著東方離去，在離去的路途中行經一株山棕樹旁，其中一位倖存的矮人心中還是有所不甘，就將山棕葉撕開（傳說中以前的山棕葉是像香蕉葉一樣一整片的，可以做為屋頂的建材，防水又很耐用），每撕開一片，就下一句咒語，當山棕葉快被完全撕開成片狀時（此時山棕葉已被撕到只剩下最末端處還有完整的三片葉子），另一位倖存的矮人馬上制止正在撕山棕葉的矮人並對著他說：「你把山棕葉完全撕開了，是要把賽夏族置之死地嗎？放過他們吧！」撕山棕葉的矮人也就停下手没有將山棕葉最末端處完全撕開，從此以後山棕葉也由過去完整的一大片葉子，長成現在葉子是一片片裂開的形狀，若注意看葉前端還保留著矮人没有撕開，形狀像三叉戟的部份。
在傳給賽夏族的內容中特別警告賽夏族要遵從指導努力勤奮，為人處事族人要公平誠信、和睦相忍，並依約定舉行紀念矮人的祭典（paSta’ay），唱矮人教導的祭歌，否則農作物會欠收甚至滅族，賽夏族便將以往的豐收祭改為（矮靈祭）。時間在約為現在的農曆十月中旬。

### 說法二
情節大致雷同，但在矮靈祭的成因有所出入。賽夏族將通往矮人住處的山枇杷樹橋砍斷一半，橋上的矮人落水滅亡，剩下的兩位矮人將訓誨賽夏族的叮嚀事項編入歌舞，傳給賽夏人並警告他們要遵從約定舉行紀念矮人的祭典，唱矮人教導的祭歌，否則農作物會欠收甚至滅族。說完向東沿著河岸邊撕開山棕葉邊下咀咒離去，但只有朱家學的完整所以每次祭典由朱姓族人主祭。

## 過程

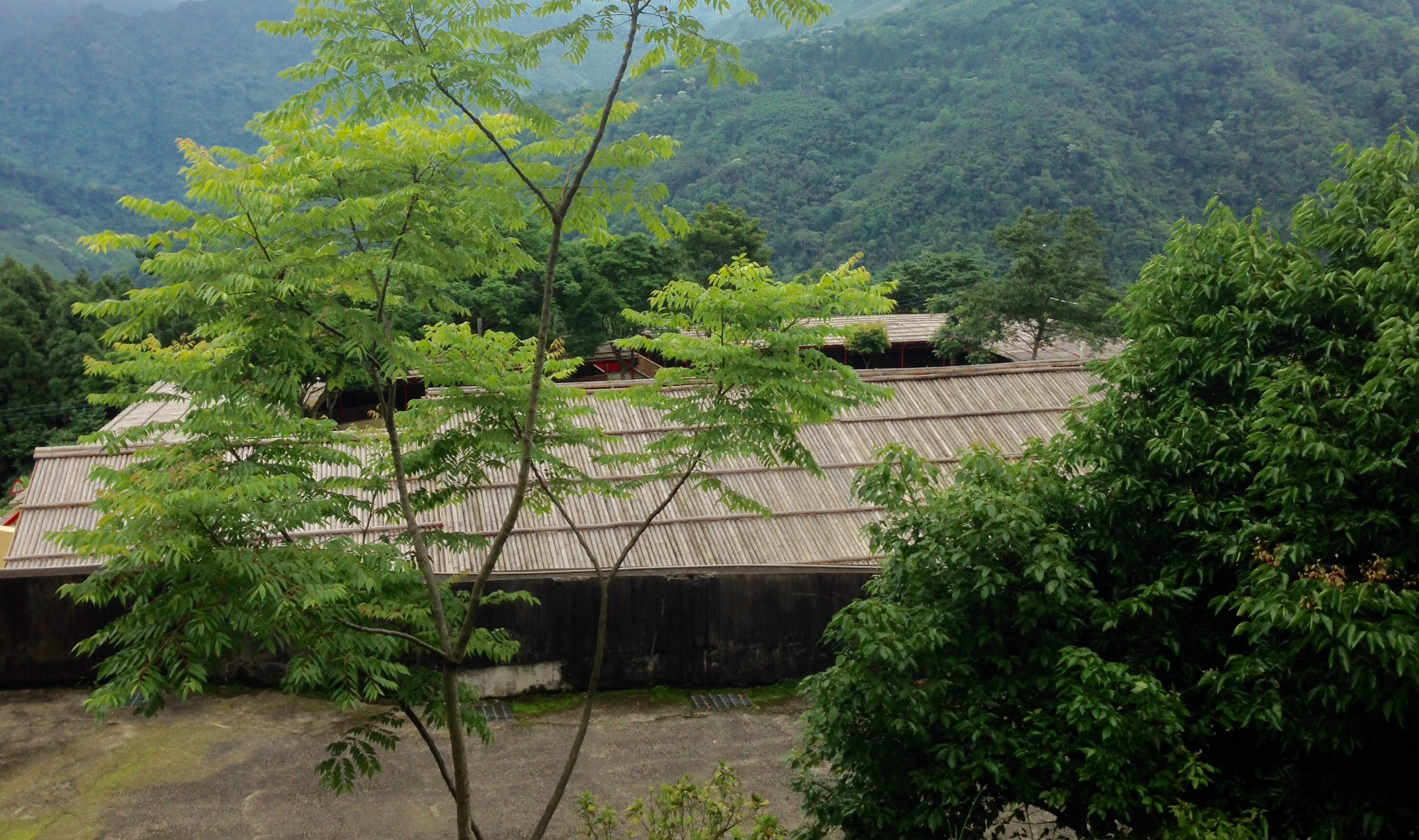
新竹縣五峰鄉大隘村的巴斯達隘祭場

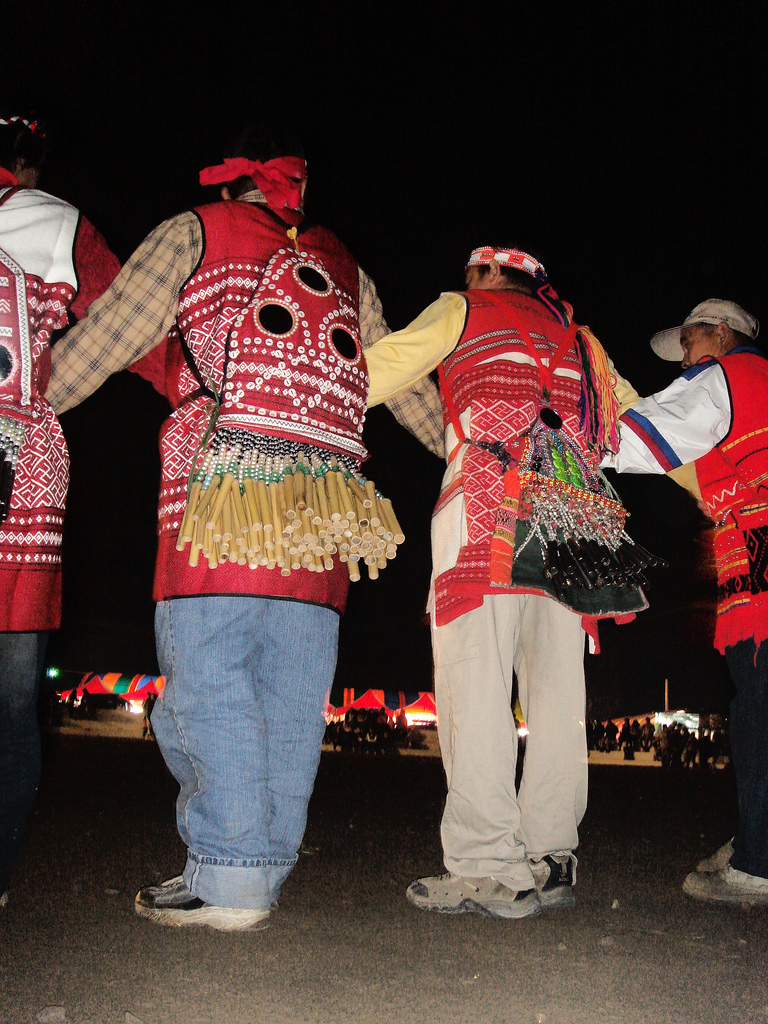
2006年在苗栗縣南庄鄉向天湖舉行的巴斯達隘祭典

### 前奏
矮靈祭（paSta'ay）可以分為：迎靈、娛靈、逐靈、送靈共26天，除娛靈這一段可供外人參觀外，迎靈、送靈是不容許外人參觀的。傳統是在農作收成後的月圓前後舉行（約農曆十月中旬），每兩年一次小祭，年份於西元的雙數年（日治時代之前每年舉行一次，因日本政府干涉，改為每兩年舉行一次），每十年一次大祭。大祭和矮靈祭的區別是大祭有祭旗（Sinaton）的製作。祭旗是賽夏族的迎靈高幡，幡是一種旗幟，在賽夏族人心目中地位至高無上，嚴禁外人觸碰，在儀式典禮進行中必須從頭至尾保持高直豎立，否則族人相信將發生不可知災難。迎靈典禮時，賽夏族中三大姓氏各派出一名年輕勇士合力撐拿祭旗（Sinaton）繞場3圈，賽夏族人相信如此可消災去厄帶來好運。

### 流程
- 約定舉行時間：賽夏族南、北祭團祭典前一、二個月在南庄河邊舉辦會談（kakawaS），決定矮靈祭的時間。會談後，賽夏族人開始練習平常禁唱的祭歌，並在房屋和器具上綁著象徵驅邪的芒草結。這段時間內要心境平和並且不可與人爭執，否則招致矮靈的不悅，被矮靈所懲罰。南祭團為涵蓋苗栗縣南庄鄉及獅潭鄉等地的賽夏族人，祭場位於向天湖。北祭團主要是新竹縣五峰鄉的賽夏族人，祭場位於大隘村。兩者祭典內容大致相同。
- 迎靈：祭典第一天，迎靈是當天最重要的儀式，先由日家向東方射箭示信，告知矮靈祭典開始。由主祭率族人，面向東方以歌舞迎接矮人前來，婦女並樁米以祈求豐收，晚上再由各姓長老供奉山豬肉串、小米酒，向東方虔敬的祝禱召請矮靈。
- 娛靈：第二天的娛靈，是整個矮靈祭典中祭祀的高潮，通宵達旦的歌舞回憶與矮人相處的情景，充分表露賽夏族對矮靈的虔敬。
- 訓勉：族人齊聚在祭場，開始由:（其他姓氏的）引領著朱家長老手牽手的從祭屋中將舞隊拉出，族人隨之接著牽手進入舞隊，然後（kilakil）便雜在族人當中與之共舞。進行到子夜時分，唱到最悲愴的娃恩之歌（wawa:on）時，所有的聲響及舞蹈停止，全體立正面向東方，主祭站在臼上向東方祝禱並訓誠族人，並請出神鞭（babte:）揮打，相信可以趨趕雲霧（北祭團無神鞭）是祭典中最肅穆的一刻。以後幾天的活動都是以徹夜不斷的歌舞來紀念矮人。神鞭是賽夏族人南祭團舉行矮靈祭時使用的法器。神鞭僅限於南賽夏族使用。
- 逐靈、送靈：第三天晚上開始逐靈歌舞，歌舞至第四天清晨送走矮靈。
- 塗泥、跳抓芒草、毀赤楊木：在第四天清晨一連串的儀式展開。塗泥邪的作用。跳抓芒草代表當年的福氣。毀赤楊木架有驅走矮靈之意。
- 聚飲慰勞：儀式結束後各家族互相慰勞、飲酒、吃糯米糕。
- 河邊送靈：所有祭儀結束後的隔天，北祭團還必須到矮靈居住的山洞對岸河邊餞送矮靈。族人在河邊獻祭，用餐、餘興歌舞，與前幾天的肅穆哀泣大異其趣。至此整個矮靈祭才算真正落幕。矮靈祭就在這樣的傳統下傳衍不息。

## 特色
賽夏族人對於祭典的分工非常清楚。如祈雨祭由潘姓主持。祈睛祭由夏與蟹姓主持。鎮風祭由風姓長老主持。敵首祭由豆姓長老主持。
矮靈祭基於對矮靈懺悔，所以是神聖的，主要都是簡單的踏步與音樂。相當強調整體性，所以即使徹夜祭典也都維持漩渦狀的隊形。其唱法不像其他族或現代歌謠，而是重覆幾段音節。
第二為賽夏部落族謠歌曲，賽夏歌曲在平常日上是不可隨口而唱的，在平日唱對賽夏族人來說是一種禁忌，而賽夏歌曲只能在部分祭典上演唱(例矮靈祭)，如要練習，也只能在祭典前一個月內才能演唱。